# Cocotropus roseus
Cocotropus roseus is een  straalvinnige vissensoort uit de familie van fluweelvissen (Aploactinidae). De wetenschappelijke naam van de soort is voor het eerst geldig gepubliceerd in 1875 door Day.
De soort staat op de Rode Lijst van de IUCN als niet bedreigd, beoordelingsjaar 2009.